# Ulster Volunteer Force
Ulsters Frivilligstyrka, Ulster Volunteer Force, UVF, är en probrittisk paramilitär terrorgrupp i Nordirland, bildad 1912, men dagens organisation bildades 1966. Gruppens mål är att Nordirland ska tillhöra Storbritannien. 
Gruppen har mördat 480 människor och dess mest kända dåd utfördes i december 1971 då en bomb dödade 15 personer i en bar i Belfast. Gruppen anses även ansvarig för att ha utfört det dödligaste bombattentatet under konflikten i Nordirland, bombattentatet i Dublin och Monaghan som dödade 33 personer.  UVF har kopplingar till partiet Progressive Unionist Party.
På 1980-talet fick UVF hjälp av brittisk underrättelsetjänst att identifiera republikaner och socialister på Irland, information som ofta användes i dödliga attacker. 
Sedan 1994 års vapenvila har UVF lagt ned sina vapen. I ett uttalande maj 2007 säger gruppen att man motsätter sig våld, men att man inte vill gå så långt att man låter avväpna sig. Vapnen hålls dock "utom räckhåll" för medlemmarna och den militära utbildningen upphör. 